# Лоугеп (Північна Кароліна)
Лоугеп (англ. Lowgap) — переписна місцевість (CDP) в США, в окрузі Саррі штату Північна Кароліна. Населення — 267 осіб (2020).

## Географія
Лоугеп розташований за координатами 36°31′30″ пн. ш. 80°52′16″ зх. д. / 36.52500° пн. ш. 80.87111° зх. д. (36.524957, -80.871226).  За даними Бюро перепису населення США в 2010 році переписна місцевість мала площу 2,95 км², з яких 2,94 км² — суходіл та 0,00 км² — водойми.

## Демографія
Згідно з переписом 2010 року, у переписній місцевості мешкали 324 особи в 132 домогосподарствах у складі 92 родин. Густота населення становила 110 осіб/км².  Було 157 помешкань (53/км²).
Расовий склад населення:
| - 95,4 % — білих - 0,9 % — чорних або афроамериканців - 2,8 % — осіб інших рас |

До двох чи більше рас належало 0,9 %. Частка іспаномовних становила 4,0 % від усіх жителів.
За віковим діапазоном населення розподілялося таким чином: 26,2 % — особи молодші 18 років, 59,3 % — особи у віці 18—64 років, 14,5 % — особи у віці 65 років та старші. Медіана віку мешканця становила 40,8 року. На 100 осіб жіночої статі у переписній місцевості припадало 100,0 чоловіків;  на 100 жінок у віці від 18 років та старших — 95,9 чоловіків також старших 18 років.
Середній дохід на одне домашнє господарство  становив 45 978 доларів США (медіана — 26 250), а середній дохід на одну сім'ю — 48 920 доларів (медіана — 19 185). За межею бідності перебувало 28,0 % осіб, у тому числі 100,0 % дітей у віці до 18 років та 39,1 % осіб у віці 65 років та старших.
Цивільне працевлаштоване населення становило 147 осіб. Основні галузі зайнятості: виробництво — 21,1 %, будівництво — 19,7 %, фінанси, страхування та нерухомість — 15,6 %, освіта, охорона здоров'я та соціальна допомога — 14,3 %.